# Großsteingräber bei Dargow
Die Großsteingräber bei Dargow waren mindestens zwei megalithische Grabanlagen der jungsteinzeitlichen Nordgruppe der Trichterbecherkultur bei Dargow, einem Ortsteil der Gemeinde Salem im Kreis Herzogtum Lauenburg in Schleswig-Holstein. Sie wurden wermutlich im 18. und/oder 19. Jahrhundert zerstört.
Auf einer topografischen Karte aus dem Jahr 1764 sind bei Dargow mehrere Grabhügel verzeichnet. Nach einer Mitteilung von A. von Zastrow sollen einige dieser Hügel steinerne Grabkammern besessen haben. Aus ihnen wurden geschliffene Feuerstein-Beile geborgen, die in Privatbesitz gelangten und heute verschollen sind. J. Walcke berichtete im Jahr 1835 von einem noch unversehrten Steingrab bei Dargow. Als Karl Kersten die Gegend für seine 1951 erschienene Monografie zu den vor- und frühgeschichtlichen Denkmälern des Kreises Herzogtum Lauenburg erkundete, stellte er fest, dass sämtliche Grabhügel mittlerweile überpflügt worden waren und sich nur noch als flache Kuppen abzeichneten. Die vermutlichen Großsteingräber führte er unter den Nummern Dargow LA 14 und 15.